# レヴォリューション・ルネッサンス
レヴォリューション・ルネッサンス　(Revolution Renaissance)はギタリストのティモ・トルキが2008年にストラトヴァリウスを脱退後に結成したフィンランドの多国籍ヘヴィメタルバンドである。

## 概略
ティモ・トルキは2008年3月19日に発行された音楽雑誌の2月29日に行われたインタビューにて、ほぼ完成していたストラトヴァリウスのニューアルバム発売を取りやめ、その楽曲は新バンドのレヴォリューション・ルネッサンスで使用する発表をした。バンド名のレヴォリューション・ルネッサンスはストラトヴァリウスのニューアルバムのタイトルになる予定であった。その後トルキは4月2日にストラトヴァリウス公式サイトにて、バンドのメンバー間のさまざまな対立やバンドの崩壊について語り、解散宣言をした。
デビューアルバムの『New Era』はフロンティアズ・レコードからリリースされた。本作は、ストラトヴァリウスが1996年発表した『Episode』に近い作風と評価されている。なお、9曲目収録の「Last Night on Earth」は2007年にフィンランドで行われた音楽フェスティバルでストラトヴァリウスの新曲として演奏されていた。バンドメンバーはトルキ一人のみであり、アルバムには元ハロウィンのマイケル・キスクやエドガイのトビアス・サメットらゲスト参加し、その他は若いフィンランド人ミュージシャンが起用された。日本版にはボーナストラックとしてティモ・コティペルトが歌う「Glorious and Divine」のストラトヴァリウス版デモ・ヴァージョンが収録されている。日本では、キングレコードから日本盤がリリースされた。
2008年10月に公式サイトがオープン。正式メンバーが加入した。このメンバーで演奏している『New Era』からの楽曲やストラトヴァリウスの楽曲が配信された。同年12月より南米ツアー予定であったが、現地プロモーターの不手際によりツアーはニューアルバムリリース後に延期された。2009年、スカーレット・レコードより現在のラインナップとなって初のアルバムである『Age Of Aquarius』が発売された。8月、ナパーム・レコードと契約し、2010年発売予定のアルバムの製作に入ったが、音楽性の違いからキーボーディストのマイク・ハリコフとベーシストのジャスティン・ビッグスが脱退。後任ベーシストにハンマーフォールに在籍していたマグナス・ルセーンが11月加入。
2010年7月に、次のスタジオアルバム『Trinity』をもって、バンドは解散すると発表された。『Trinity』は同年9月にリリース。リリース後、発表通り解散した。

## メンバー
- ティモ・トルキ (Timo Tolkki) - ギター (2008年 - 2010年)
フィンランド出身、元・ストラトヴァリウス。
- ボブ・カティオニス (Bob Katsionis) - キーボード (2010年)
ギリシャ出身、ファイアーウインドのキーボーディスト兼ギタリスト。
- マグナス・ルセーン (Magnus Rosén) - ベース (2009年 - 2010年)
スウェーデン出身、1963年生まれ。元・ハンマーフォールのベーシスト。
- ガス・モンサント (Gus Monsanto) - ボーカル (2008年 - 2010年)
ブラジル出身、フランスのシンフォニックメタルバンド、アダージョ（英語版）の元ボーカル。
- ブルーノ・アグラ (Bruno Agra) - ドラムス (2008年 - 2010年)
イギリス出身、1980年生まれ。ブラジルのシンフォニックパワーメタルバンド、アクアリアのドラムス。

### 旧メンバー
- ジャスティン・ビッグス (Justin Biggs) - ベース (2008年 - 2009年)
スウェーデン出身、1984年生まれ。
- マイク・ハリコフ (Mike Khalilov) - キーボード (2008年 - 2009年)
アゼルバイジャン出身、1986年生まれ。

### セッションメンバー
- マイケル・キスク (Michael Kiske) - ボーカル
- トビアス・サメット (Tobias Sammet) - ボーカル
- パシ・ランタネン (Pasi Rantanen) - ボーカル
- パシ・ヘイッキラ (Pasi Heikkilä) - ベース
- ヨーナス・プオラッカ (Joonas Puolakka) - キーボード
- ミルカ・ランタネン (Mirka Rantanen) - ドラムス

## ディスコグラフィ
- ニュー・エラ - New Era (2008年)
- エイジ・オブ・アクアリウス - Age Of Aquarius (2009年)
- トリニティー - Trinity (2010年)